# يورغ جاكشي
يورغ جاكشي (بالألمانية: Jörg Jaksche)‏ (و. 1976  م) هو راكب دراجة هوائية ألماني، ولد في فورت.

## سجل الفوز

### سباقات أو مراحل فاز بها
| التاريخ        | السباق                       | المركز                                          |
| -------------- | ---------------------------- | ----------------------------------------------- |
| 02 أغسطس 1998  | سباق طواف فرنسا 1998         | المرتبة 18 في التصنيف العام                     |
| 25 يوليو 1999  | سباق طواف فرنسا 1999         | العاشر في تصنيف أفضل شاب                        |
| 18 مارس 2001   | 2001 باريس-نايس              | الثامن في التصنيف العام                         |
| 07 أبريل 2001  | جائزة ميغيل إندوراين 2001    | التاسع في التصنيف العام                         |
| 18 أبريل 2001  | فليش والون 2001              |                                                 |
| 20 أكتوبر 2001 | طواف لومبارديا 2001          | المرتبة 12 في التصنيف العام                     |
| 01 يناير 2002  | طواف إقليم الباسك 2002       | المرتبة 15 في التصنيف العام                     |
| 06 أبريل 2002  | جائزة ميغيل إندوراين 2002    | السابع في التصنيف العام                         |
| 16 مارس 2003   | 2003 باريس-نايس              | الرابع في التصنيف العام، التاسع في تصنيف النقاط |
| 27 يوليو 2003  | سباق طواف فرنسا 2003         | المرتبة 17 في التصنيف العام                     |
| 15 فبراير 2004 | 2004 تور ميديترانين          | الفائز في التصنيف العام                         |
| 14 مارس 2004   | باريس-نايس 2004              | الفائز في التصنيف العام                         |
| 01 يناير 2005  | Critérium International 2005 |                                                 |

## روابط خارجية
- يورغ جاكشي على موقع الاتحاد الدولي للدراجات (الإنجليزية)
- يورغ جاكشي على موقع أرشيف الدراجات (الإنجليزية)
- يورغ جاكشي على موقع إحصائيات الدراجات الإحترافية (الإنجليزية)
- يورغ جاكشي على موقع نسبة الدراجات (الإنجليزية)
- يورغ جاكشي على موقع CycleBase (الإنجليزية)